# Totem

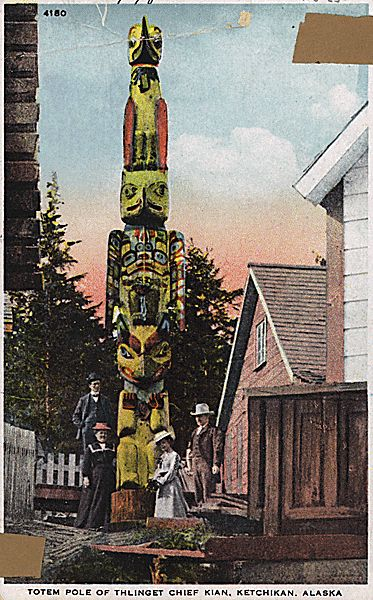
Um totem tlingit no Alasca

Um totem ou tóteme é qualquer objeto, animal ou planta que seja cultuado como um símbolo ou ancestral de uma coletividade. A religião derivada do culto do totem é denominada totemismo. É em relação ao totem que as coisas são classificadas em sagradas ou profanas dentro da coletividade.
Henry Schoolcraft, ao analisar os totens tribais da América do Norte, disse: "o totem é, na verdade, um desenho que corresponde aos emblemas heráldicos das nações civilizadas e que cada pessoa é autorizada a portar como prova da identidade da família à qual pertence. É o que demonstra a etimologia verdadeira da palavra, derivada de 'dodaim', que significa aldeia ou residência de um grupo familiar".
Um totem é um ser espiritual, objeto sagrado ou símbolo que serve como um emblema de um grupo de pessoas, como uma família, clã, linhagem ou tribo, como no sistema de clãs Anishinaabe. Embora a palavra totem em si seja uma anglicização do termo ojíbua, e tanto a palavra quanto as crenças associadas a ela façam parte da língua e da cultura ojíbua, a crença em espíritos e divindades tutelares não se limita ao povo ojíbua. Conceitos semelhantes, sob nomes diferentes e com variações nas crenças e práticas, podem ser encontrados em várias culturas em todo o mundo. O termo também foi adotado, e às vezes redefinido, por antropólogos e filósofos de diferentes culturas.
Sabe-se que os movimentos contemporâneos, tais como o xeomananismo, New Age (Nova Era) e mitopoéticos não envolvidos na prática de uma religião tribal tradicional usam a terminologia "totem" para a identificação pessoal com um espírito tutelar ou guia espiritual. No entanto, isso pode ser visto como apropriação indébita cultural.

## Os clãs ojíbuas
Os povos Anishinaabe são divididos em vários doodeman, ou clãs, (no singular: doodem) nomeados principalmente para totens animais (ou doodem, como uma pessoa ojíbua diria esta palavra). Na língua dessa tribo, "ode '" significa coração. "Doodem" ou clã seria literalmente traduzido como a expressão de, ou tendo a ver com o coração de alguém, com doodem se referindo à família extensa. Na tradição oral Anishinaabe, na pré-história os Anishinaabe viviam ao longo da costa do Oceano Atlântico quando os grandes seres Miigis surgiram do mar. Esses seres ensinaram o meio de vida aos Povos Waabanakiing. Seis dos sete grandes seres (Miigis) que restaram para ensinar estabeleceram o odoodeman (totens) para os povos do leste. Os cinco totens Anishinaabe originais eram Wawaazisii, Baswenaazhi, Aan'aawenh, Nooke e Moozwaanowe.
Os totens dos povos indígenas do noroeste do Pacífico da América do Norte são polos monumentais esculpidos com muitos designs diferentes (ursos, pássaros, sapos, pessoas e vários seres sobrenaturais e criaturas aquáticas). Eles servem a vários propósitos nas comunidades que os formam. Semelhante a outras formas de heráldica, eles podem funcionar como cristas de famílias ou chefes, recontar histórias pertencentes a essas famílias ou chefes ou comemorar ocasiões especiais. Essas histórias são conhecidas por serem lidas da base ao topo do mastro.

## Aborígenes australianos e habitantes das ilhas do Estreito de Torres
As relações espirituais mútuas entre os aborígenes australianos, os habitantes das ilhas do Estreito de Torres e o mundo natural são frequentemente descritas como totens. Muitos grupos indígenas se opõem ao uso do termo importado Ojíbuas "totem" para descrever uma prática preexistente e independente, embora outros usem o termo. O termo "token" substituiu "totem" em algumas áreas. Em alguns casos, como o Yuin da costa de Nova Gales do Sul, uma pessoa pode ter vários totens de diferentes tipos (pessoal, família ou clã, gênero, tribal e cerimonial). Os lakinyeri ou clãs dos Ngarrindjeri foram associados a um ou dois totens vegetais ou animais, chamados ngaitji. Totems são por vezes ligado a relações intertribais (como no caso de relações Wangarr para o yolngu ).
Os ilhéus do Estreito de Torres têm augudes, geralmente traduzidos como totens. Um augud pode ser um kai augud ("totem chefe") ou mugina augud ("pequeno totem"). Os primeiros antropólogos às vezes atribuíam o totemismo aborígene e dos ilhéus do estreito de Torres à ignorância sobre a procriação, com a entrada de um indivíduo espiritual ancestral (o "totem") na mulher que se acreditava ser a causa da gravidez (ao invés da inseminação). James George Frazer em Totemism and Exogamy (Totemismo e Exogamia) escreveu que os aborígenes "não têm ideia da procriação como estando diretamente associada à relação sexual e acreditam firmemente que crianças podem nascer sem que isso aconteça". A tese de Frazer foi criticada por outros antropólogos, incluindo Alfred Radcliffe-Brown na Nature em 1938.

## Antropologia
Os primeiros antropólogos e etnólogos como James George Frazer, Alfred Cort Haddon, John Ferguson McLennan e W.H.R. Rivers identificaram o totemismo como uma prática compartilhada entre grupos indígenas em partes não conectadas do mundo, tipicamente refletindo um estágio de desenvolvimento humano.
O etnólogo escocês John Ferguson McLennan, seguindo a moda da pesquisa do século XIX, abordou o totemismo em uma perspectiva ampla em seu estudo The Worship of Animals and Plants (1869, 1870). McLennan não procurou explicar a origem específica do fenômeno totêmico, mas procurou indicar que toda a raça humana havia, nos tempos antigos, passado por um estágio totêmico.
Outro estudioso escocês, Andrew Lang, no início do século XX, defendeu uma explicação nominalista do totemismo, a saber, que grupos ou clãs locais, ao selecionar um nome totemístico do reino da natureza, estavam reagindo a uma necessidade de ser diferenciado. Se a origem do nome foi esquecida, argumentou Lang, seguiu-se uma relação mística entre o objeto - do qual o nome foi derivado - e os grupos que carregavam esses nomes. Por meio dos mitos da natureza, os animais e objetos naturais eram considerados parentes, patronos ou ancestrais das respectivas unidades sociais.
O antropólogo britânico Sir James George Frazer publicou Totemism and Exogamy em 1910, uma obra de quatro volumes baseada em grande parte em sua pesquisa entre indígenas australianos e melanésios, junto com uma compilação do trabalho de outros escritores da área.
Em 1910, a ideia do totemismo como tendo propriedades comuns entre as culturas estava sendo desafiada, com o etnólogo russo-americano Alexander Goldenweiser submetendo os fenômenos totemísticos a severas críticas. Goldenweiser comparou indígenas australianos e primeiras nações na Colúmbia Britânica para mostrar que as qualidades supostamente compartilhadas do totemismo - exogamia, nomeação, descendência do totem, tabu, cerimônia, reencarnação, espíritos da guarda e sociedades secretas e arte - foram na verdade expressas de forma muito diferente entre a Austrália e a Colúmbia Britânica, e entre diferentes povos na Austrália e entre diferentes povos na Colúmbia Britânica. Ele então expande sua análise para outros grupos para mostrar que eles compartilham alguns dos costumes associados ao totemismo, sem ter totens. Ele conclui oferecendo duas definições gerais de totemismo, uma das quais é: "Totemismo é a tendência de unidades sociais definidas de se associarem a objetos e símbolos de valor emocional".
O fundador de uma escola francesa de sociologia, Émile Durkheim, examinou o totemismo de um ponto de vista sociológico e teológico, tentando descobrir uma religião pura em formas muito antigas e afirmou ver a origem da religião no totemismo.
O principal representante da antropologia social britânica, Radcliffe-Brown, tinha uma visão totalmente diferente do totemismo. Como Franz Boas, ele não acreditava que o totemismo pudesse ser descrito de uma forma unificada. Nisto ele se opôs ao outro pioneiro da antropologia social na Inglaterra, Bronisław Malinowski, que quis confirmar de alguma forma a unidade do totemismo e abordou o assunto mais do ponto de vista biológico e psicológico do que do etnológico. De acordo com Malinowski, o totemismo não era um fenômeno cultural, mas sim o resultado da tentativa de satisfazer as necessidades humanas básicas dentro do mundo natural. Para Radcliffe-Brown, o totemismo era composto de elementos retirados de diferentes áreas e instituições, e o que eles têm em comum é uma tendência geral de caracterizar segmentos da comunidade por meio de uma conexão com uma parte da natureza. Em oposição à teoria da sacralização de Durkheim, Radcliffe-Brown defendeu o ponto de vista de que a natureza é introduzida na ordem social e não secundária a ela. Inicialmente, ele compartilhava com Malinowski a opinião de que um animal se torna totêmico quando é "bom para comer". Mais tarde, ele veio a se opor à utilidade desse ponto de vista, uma vez que muitos totens - como crocodilos e moscas - são perigosos e desagradáveis.
Em 1938, o antropólogo estrutural funcionalista AP Elkin escreveu The Australian Aborigines: How to ccomprehend them. Suas tipologias de totemismo incluíam oito "formas" e seis "funções".
Os formulários identificados foram:
- indivíduo (um totem pessoal),
- sexo (um totem para cada gênero),
- metade (a "tribo" consiste em dois grupos, cada um com um totem),
- seção (a "tribo" consiste em quatro grupos, cada um com um totem),
- subseção (a "tribo" consiste em oito grupos, cada um com um totem),
- clã (um grupo com descendência comum compartilha um totem ou totens),
- local (pessoas que vivem ou nascem em uma determinada área compartilham um totem) e
- "múltiplo" (pessoas em grupos compartilham um totem).

As funções identificadas foram:
- social (os totens regulam o casamento, e muitas vezes uma pessoa não pode comer a carne de seu totem),
- culto (totens associados a uma organização secreta),
- concepção (múltiplos significados),
- sonho (a pessoa aparece como este totem nos sonhos dos outros),
- classificatória (o totem classifica as pessoas) e
- assistente (o totem auxilia um curandeiro ou pessoa inteligente).

Os termos nas tipologias de Elkin têm algum uso hoje, mas os costumes aborígenes são vistos como mais diversos do que suas tipologias sugerem. Como principal representante do estruturalismo moderno, o etnólogo francês Claude Lévi-Strauss, e seu, Le Totémisme aujourd'hui ("TO Totemismo Hoje", 1958) são frequentemente citados no campo. No século XXI, antropólogos australianos questionam até que ponto o "totemismo" pode ser generalizado até mesmo para diferentes povos aborígenes australianos, muito menos para outras culturas como os ojíbuas, de quem o termo foi originalmente derivado.

Rose, James e Watson escreveram que:
O termo 'totem' provou ser um instrumento contundente. É necessário muito mais sutileza e, novamente, há variações regionais nessa questão.

## Poesia
Muitos poetas e, em menor medida, escritores de ficção, costumam usar conceitos antropológicos, incluindo a compreensão antropológica do totemismo. Por isso, a crítica literária costuma recorrer a análises psicanalíticas e antropológicas.

## Características
"Totem" é uma palavra dos índios algonquinos. Designa, simplesmente, o "Brasão" ou as "Armas" de uma família. O "Brasão" era pintado ou cravado na maioria dos objetos usados pelo proprietário.
As famílias dos índios americanos mandavam esculpir os seus Totens, quando podiam. Geralmente, eram altos pilares ou postes de cedro admiravelmente trabalhados. O "Brasão" ficava no alto do poste e, em geral, era um animal selvagem, ave ou peixe.
Os índios tinham-no como talismã e acreditavam que velava por eles e os protegia.